# Samal Saeed
Samal Saeed Mujbel, född 27 maj 1984 i al-Hilla, är en irakisk fotbollsspelare som sedan 2014 spelar för al-Quwa al-Jawiya. Sedan 2005 har han gjort över 60 landskamper för Iraks landslag.
Samal Saeed har en tvillingbror, Samer, som även han har spelat i det irakiska landslaget.